# 120. pr. n. št.
120. pr. n. št. je osmo desetletje v 2. stoletju pr. n. št. med letoma 129 pr. n. št. in 120 pr. n. št.. 